# Natri lauroamphoacetat
Natri lauroamphoacetat là một amphoacetat dùng trong kem làm ẩm và các sản phẩm chăm sóc da khác.